# Minamitsugaru (huyện)
Minamitsugaru (南津軽郡 Minamitsugaru-gun)  là huyện thuộc tỉnh Aomori, Nhật Bản. Tính đến ngày 1 tháng 10 năm 2020, dân số ước tính của huyện là 30.564 người và mật độ dân số là 140 người/km2. Tổng diện tích của huyện là 223,1 km2.